# Surrender (Remix)
Pour les articles homonymes, voir Surrender.
Singles de Angels and Airwaves
Reel 1 (Diary)
(2012)
Pistes de Stomping the Phantom Brake Pedal
Reel 6
(3) Epic Holiday (Remix)
(2)
Surrender (Remix) est une chanson du groupe Angels and Airwaves qui apparaît sur l'EP Stomping the Phantom Brake Pedal. C'est le second et dernier single de l'album sorti le 8 janvier 2013. 

## Liste des pistes
| Surrender (Remix) | Surrender (Remix) | Surrender (Remix)   | Surrender (Remix) | Surrender (Remix) | Surrender (Remix) | Surrender (Remix) | Surrender (Remix) | Surrender (Remix) | Surrender (Remix) |
| No                | Titre             | Auteur              | Durée             |                   |                   |                   |                   |                   |                   |
| ----------------- | ----------------- | ------------------- | ----------------- | ----------------- | ----------------- | ----------------- | ----------------- | ----------------- | ----------------- |
| 1.                | Surrender (Remix) | Angels and Airwaves | 4:21              |                   |                   |                   |                   |                   |                   |
| 4:21              |                   |                     |                   |                   |                   |                   |                   |                   |                   |

## Apparitions de la chanson dans les médias
- Le clip vidéo est sortie le 8 janvier 2013, le même jour que la sortie du single.
- La version originale de cette chanson apparait sur l'album Love: Part Two sorti en 2011.